# Cuba en los Juegos Olímpicos de Pekín 2008
Cuba estuvo representada en los Juegos Olímpicos de Pekín 2008 por un total de 158 deportistas, 102 hombres y 56 mujeres, que compitieron en 18 deportes.
El portador de la bandera en la ceremonia de apertura fue el luchador Mijaín López.

## Medallistas
El equipo olímpico cubano obtuvo las siguientes medallas:
| Nombre              | Deporte            | Competición                     |
| ------------------- | ------------------ | ------------------------------- |
| Oro                 |                    |                                 |
| Yipsi Moreno        | Atletismo          | Martillo F                      |
| Dayron Robles       | Atletismo          | 110 m vallas M                  |
| Mijaín López        | Lucha grecorromana | 120 kg M                        |
| Plata               |                    |                                 |
| Misleydis González  | Atletismo          | PesoF                           |
| Equipo              | Béisbol            | Torneo M                        |
| Andry Laffita       | Boxeo              | 51 kg M                         |
| Yankiel León        | Boxeo              | 54 kg M                         |
| Carlos Banteux      | Boxeo              | 69 kg M                         |
| Emilio Correa       | Boxeo              | 75 kg M                         |
| Yoanka González     | Ciclismo en pista  | Carrera por puntos F            |
| Yanet Bermoy        | Judo               | –48 kg F                        |
| Anaisis Hernández   | Judo               | –70 kg F                        |
| Yalennis Castillo   | Judo               | –78 kg F                        |
| Bronce              |                    |                                 |
| Yargelis Savigne    | Atletismo          | Triple salto F                  |
| Ibrahim Camejo      | Atletismo          | Salto de longitud M             |
| Leonel Suárez       | Atletismo          | Decatlón M                      |
| Yampier Hernández   | Boxeo              | 48 kg M                         |
| Yordenis Ugás       | Boxeo              | 60 kg M                         |
| Roniel Iglesias     | Boxeo              | 69 kg M                         |
| Osmay Acosta        | Boxeo              | 91 kg M                         |
| Yordanis Borrero    | Halterofilia       | 69 kg M                         |
| Jadier Valladares   | Halterofilia       | 85 kg M                         |
| Yohandrys Hernández | Halterofilia       | 94 kg M                         |
| Michel Batista      | Lucha libre        | 96 kg M                         |
| Disney Rodríguez    | Lucha libre        | 120 kg M                        |
| Daynellis Montejo   | Taekwondo          | –49 kg F                        |
| Eglis Yaima         | Tiro               | Rifle en tres posiciones 50 m F |
| Idalys Ortiz        | Judo               | +78 kg F                        |
| Yordanis Arencibia  | Judo               | –66 kg M                        |
| Óscar Brayson       | Judo               | +100 kg M                       |